# Puščava, Lovrenc na Pohorju
Puščava je naselje v Občini Lovrenc na Pohorju. Tam se nahaja stara romarska cerkev, ki je bila v današnji obliki zgrajena v 17. stoletju (pod nemškim imenom Maria in der Wüste). 
Podrobna informacija: stran župnije Sv. Lovrenc na Pohorju http://www.lovrenc.si/zupnija/ Arhivirano 2010-04-09 na Wayback Machine.